# 第34屆釜日電影獎
第34届釜日电影奖（韓語：제34회 부일영화상）是将于2025年9月18日在韩国釜山海云台举行的韩国电影颁奖礼，由釜山日报社主办，禹民鎬执导、玄彬主演的电影《哈尔滨》以8项提名成为该届颁奖礼获得最多提名的作品。

## 概况
该届釜日电影奖共设16个奖项，组委会于2025年7月25日公布最佳影片、最佳导演、最佳男女主角、最佳男女配角、最佳新人男女演员等奖项的提名名单；特别奖项“俞贤穆电影艺术奖”由专业评审委员会评选产生，“年度明星奖”以最终提名名单作品的主要主、配角演员为候选人，综合观众与电影团体会员的投票结果来决定得主。
该届颁奖礼的评选范围为2024年8月11日至2025年8月10日间上映的韩国电影作品，《Cine21》前总编、影评人南东哲担任终审评审团主席，其他评审包括女性电影人协会代表金善雅（김선아）、庆星大学戏剧电影系教授金秀妍（김수연）、《釜山日報》文化部记者南有贞（남유정）、麒麟制作公司代表朴宽洙（박관수）、影评人朴仁浩（박인호）、演员研究所所长白恩夏（백은하）、《Cine21》总编宋敬元（송경원）、韩国电影制片人协会代表李东河（이동하）。

## 提名与获奖名单
| 最佳影片 | 最佳导演 |
| --- | --- |
| - 《大自然对你说了什么》 - 《晨海的海鸥》 - 《长孙》（장손） - 《战，乱》 - 《哈尔滨》                                                                         | - 李彦禧《大都市的爱情法》 - 鄭胤澈《海虎》（바다호랑이） - 金炯柱（김형주）《终极对弈》 - 黄炳国《野党》 - 禹民鎬《哈尔滨》               |
| 最佳男主角 | 最佳女主角 |
| - 李炳憲《终极对弈》 - 尹柱相《晨海的海鸥》 - 玄彬《哈尔滨》 - 安宰弘《超異能特攻》 - 曹政奭《幸福的國家》                                                 | - 金高銀《大都市的爱情法》 - 沈恩敬《杀手们》 - 吳敏愛《关于女儿》 - 韓藝璃《春夜》（봄밤） - 李慧英《破果》                   |
| 最佳男配角 | 最佳女配角 |
| - 丁海寅《老手2》 - 吴万锡《长孙》 - 朴正民《战，乱》 - 趙宇鎮《哈尔滨》 - 劉宰明《幸福的国家》                                                            | - 全汝彬《黑修女们》 - 河允景《关于女儿》 - 秀賢《普通家庭》 - 楊姬瓊《晨海的海鸥》 - 蔡元彬《野党》                       |
| 最佳新人男演员 | 最佳新人女演员 |
| - 文佑鎮《黑修女们》 - 盧相鉉《大都市的爱情法》 - 崔贤珍（최현진）《夏天结束时》（여름이 지나가면） - 康承鎬《长孙》 - 張成範《下一个是谁》（해야 할 일）                                 | - 李明荷（이명하）《微望》 - 洪藝智《普通家庭》 - 李惠利《Victory》 - 赵雅蓝《Victory》 - 盧允瑞《听说》                         |
| 最佳新人导演 | 最佳剧本 |
| - 李美朗（이미랑）《关于女儿》 - 金泰阳（김태양）《微望》（미망） - 李钟修（이종수）《父母傻瓜》（부모 바보） - 张丙基（장병기）《夏天结束时》 - 吴正民（오정민）《长孙》                             | - 朴伊雄《晨海的海鸥》 - 吴正民《长孙》 - 申哲（）、朴贊郁《战，乱》 - 朴洪俊（박홍준）《下一个是谁》 - 许俊硕（허준석）《幸福的国家》 |
| 最佳摄影 | 最佳配乐 |
| - 金镇亨（김진형）《微望》 - 李镇根（이진근）《长孙》 - 朱成林（주성림）《战，乱》 - 李宰佑《破果》 - 洪坰杓《哈尔滨》                                                       | - Primary《大都市的爱情法》 - 曹英沃《战，乱》 - 曹英沃《哈尔滨》 - 金俊锡《超異能特攻》 - 权炫正（권현정）《因为讨厌韩国》      |
| 最佳美术／技术 | 其他奖项 |
| - 洪章杓（홍장표）《烈火救援》（特效） - 郑恩英（정은영）《终极对弈》（美术） - 赵相庆《战，乱》（服装） - 郭正爱（곽정애）《哈尔滨》（服装） - 朴政佑（박정우）《哈尔滨》（照明） | - 俞贤穆电影艺术奖： - 年度明星奖：                                                                                        |